# Dekel Keinan
Dekel Keinan (in ebraico דקל קינן‎?; Rosh HaNikra, 15 settembre 1984) è un calciatore israeliano, difensore del Los Angeles Force.

## Palmarès

### Club

#### Competizioni nazionali
- Coppa d'Israele: 1

Maccabi Haifa: 2015-2016
- Commissioner's Cup: 1

Cincinnati: 2018